# 笑い部
笑い部（わらいぶ）は松竹芸能制作のお笑い番組。

## 概要
松竹芸能のお笑いライブの様子を放送したもので、現在は地方ローカル局の穴埋め番組に使われている。

## スタッフ
- 企画・プロデューサー：山守文雄

## 放送局
- 群馬テレビ 毎週水曜25:00～25:30
- チバテレビ 毎週火曜24:15～24:45
- あさひテレビ 毎週木曜25:50～26:20（放送終了）
- メ～テレ 不定期放送
- 日本海テレビ 不定期放送
- 広島テレビ 不定期放送

## リンク
- 松竹芸能